# Circuito de Baloncesto de la Costa del Pacífico 2008
La Temporada 2008 del CIBACOPA fue la octava edición del Circuito de Baloncesto de la Costa del Pacífico. Se jugó una temporada regular de 200 partidos (40 juegos por cada uno de los 10 equipos), que comenzó el 22 de febrero de 2008 y terminó en mayo del mismo año.
La postemporada inició el 5 de mayo y terminó el 2 de junio.

## Campeón de Liga
El Campeonato del Circuito de Baloncesto de la Costa del Pacífico lo obtuvieron los Lobos UAD de Mazatlán, los cuales derrotaron en la Serie Final a los Frayles de Guasave por 4 juegos a 3.

## Equipos participantes
| Circuito de Baloncesto de la Costa del Pacífico 2008 |                           |
| Equipo                                               | Ciudad                    |
| Bucaneros de Guaymas                                 | Guaymas, Sonora           |
| Fuerza Guinda de Nogales                             | Nogales, Sonora           |
| Industriales de Mexicali                             | Mexicali, Baja California |
| Mineros de Cananea                                   | Cananea, Sonora           |
| Vaqueros de Agua Prieta                              | Agua Prieta, Sonora       |

| Circuito de Baloncesto de la Costa del Pacífico 2008 |                        |
| Equipo                                               | Ciudad                 |
| Caballeros de Culiacán                               | Culiacán, Sinaloa      |
| Frayles de Guasave                                   | Guasave, Sinaloa       |
| Lobos UAD de Mazatlán                                | Mazatlán, Sinaloa      |
| Pioneros de Los Mochis                               | Los Mochis, Sinaloa    |
| Trigueros de Ciudad Obregón                          | Ciudad Obregón, Sonora |